# Микуцкий, Владислав Антонович
Владислав Антонович Микуцкий (1895, Санкт-Петербург — 1963, Москва) — советский военачальник, генерал-майор.

## Биография[1]
Член ВКП(б) с 1912 года. С 15.09.1917 в Красной гвардии, а в 1918 году поступил на службу в РККА,. Участвовал в Гражданской войне с 1920 года на различных должностях.
1921 — окончил 33-е Самарские пехотные курсы. В 1927 окончил КУВНАС при ВА РККА им. М. В. Фрунзе, а в 1934 году окончил ВА РККА им. М. В. Фрунзе.
12.1924 — назначен начальником управления Западного военного округа.
15.12.1926 — назначен заместителем начальника штаба Белорусского военного округа.
15.04.1928 — на должности командира и военкома 29-й стрелковой дивизии.
В 1934 году назначен на должность помощника по материальному обеспечению командующего войсками ПриВО.
С 15.11.36 поступил в распоряжение УНС РККА.
04.06.1940 — присвоено звание генерал-майора интендантской службы
07.1943 — назначен начальником тыла 8-й армии. В составе армии принимал участие в Нарвской, Таллинской наступательных операциях, а также в Моонзундзкой десантной операции сентября 1944 года.
01.1945 — назначен заместителем командующего 3-й гвардейской танковой армией по тылу. Участвовал в Сандомирско-Селезской, Нижнесилезской, Берлинской и Пражской операциях.
Скончался в 1963 году в г. Москве. Похоронен на Донском кладбище.

## Воинские звания
- Комдив — 20.11.1935[4]
- Генерал-майор интендантской службы — 04.06.1940[5]

## Награды[6]
- Орден Красного Знамени дважды — 05.10.1944 и 03.11.1944
- Орден Богдана Хмельницкого I степени — 29.05.1945
- Орден Ленина — 21.02.1945
- Медаль «За победу над Германией в Великой Отечественной войне 1941—1945 гг.» — 09.05.1945
- Медаль «За взятие Берлина» — 09.06.1945
- Медаль «За освобождение Праги» — 09.06.1945